# Pullman Motor Car Company

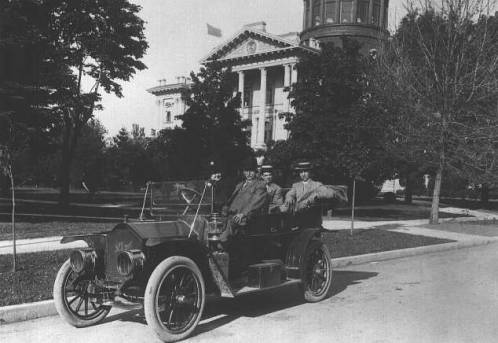
Pullman Touring 4-Zylinder (1910)

Die Pullman Motor Car Company war ein Automobilhersteller.

## Beschreibung
Das Unternehmen ging aus der York Motor Car Company hervor. Der Sitz war in York (Pennsylvania). Bauzeitraum war von 1903 bis 1917. Die Gesamtproduktion soll zwischen 12.000 und 23.000 Exemplaren gelegen haben. Das Pullman-Automobil wurde vom Industriellen A. P. Broomell nach den bekannten, luxuriösen Eisenbahnwaggons der Pullman Palace Car Company benannt. Sonst besteht aber keinerlei Verbindung zwischen den beiden Firmen. Geschäftspartner von Broomell war Samuel E. Baily, der später auch Präsident der Gesellschaft wurde. James A. Kline übernahm die Konstruktion der Automobile.
Bereits 1907 kam die Firma in finanzielle Schwierigkeiten und nahm die Banker Thomas O’Connor und Oscar Stephenson in die Geschäftsleitung auf. 1909 benannten sie die Firma in Pullman Motor Car Company um und Broomell, Baily und Kline schieden aus der Geschäftsleitung aus. Kline baute dann sein eigenes Automobil.
Pullman-Automobile wurden als Luxuswagen verkauft, wobei mit Werbeslogans wie „Not Only The Best at the Price But the Best at Any Price“ (dt.: Nicht nur der Beste beim Preis, sondern der Beste zu welchem Preis auch immer) für die Wagen geworben wurde. Der Pullman war nicht so teuer wie die Spitzenprodukte US-amerikanischen Automobilbaus, aber die Fertigungsqualität sollte ihnen entsprechen und er war deutlich teurer als der zeitgenössische Ford T-Modell. Das T-Modell von 1909 kostete als Touring 850 US-Dollar, aber bis 1914 war sein Preis auf 554 Dollar gefallen. Eine Pullman-Werbeschrift von 1910 listet vier Tourenwagen und Roadster zu Preisen zwischen 1650 Dollar und 3200 Dollar.
1917 musste Pullman wegen Qualitätsmängeln und somit verdorbenen Rufes bei den Kunden Konkurs anmelden und stellte die Fertigung ein. Das ehemalige Fabrikgebäude kann man noch heute in York sehen.

## Pullman Six-Wheeler

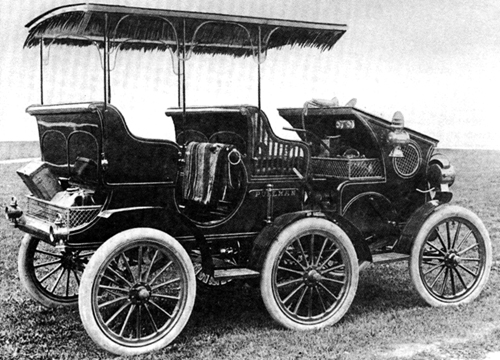
Pullman Six-Wheeler (1903)

Der erste Pullman, der 1903 gebaut wurde, hatte eine unübliche Auslegung mit 6 Rädern. Anders als bei anderen sechsrädrigen Fahrzeugen – sogar dem Formel-1-Wagen March 2-4-0 in den 1980er-Jahren – waren beim Pullman die Abstände zwischen den Achsen gleich, sodass die Vorder- und Hinterachse, wie üblich, vorne und hinten am Fahrzeug angebaut waren, die mittlere Achse aber direkt unter der zweiten Sitzbank saß. Wenn der Wagen eine Straßenkuppe erreichte, tendierte er zum Hin- und Herkippen. Dem Modell war kein großer Erfolg beschieden und nach weniger als einem Jahr zerschellte er an einem Telegraphenmast. Der Wagen wurde zerlegt und seine Teile – z. B. der Motor – in andere Wagen konventionellerer Konstruktion verbaut.

## Weitere Modelle
Einige Prototypen von 1905 trugen den Markennamen York.
Weitere Modelle gingen ab 1905 als Pullman in die Serienfertigung. Sie waren recht erfolgreich. 1908 fuhr ein Wagen in ca. 30 Tagen von der Fabrik in York nach San Francisco (Kalifornien) und zurück, um seine Zuverlässigkeit unter Beweis zu stellen. Dies war keine leichte Aufgabe, da die Landstraßen des Lincoln Highway durch York noch nicht fertiggestellt waren. Heute gibt es noch 27 Pullman-Automobile, etwa die Hälfte von ihnen wurde restauriert.
| Modell                | Bauzeitraum | Zylinder | Leistung             | Radstand     |
| --------------------- | ----------- | -------- | -------------------- | ------------ |
| 18/20 hp              | 1905        | 4 Reihe  | 20 bhp (14,7 kW)     | 2362 mm      |
| C (24/28 hp)          | 1906        | 4 Reihe  | 28 bhp (20,6 kW)     | 2438 mm      |
| D Touring (30/35 hp)  | 1906        | 4 Reihe  | 35 bhp (26 kW)       | 2616 mm      |
| F Runabout (30/35 hp) | 1906        | 4 Reihe  | 35 bhp (26 kW)       | 2540 mm      |
| E                     | 1907        | 4 Reihe  | 20 bhp (14,7 kW)     | 2337 mm      |
| F                     | 1907        | 4 Reihe  | 40 bhp (29 kW)       | 2794 mm      |
| G                     | 1907        | 4 Reihe  | 40 bhp (29 kW)       | 2794 mm      |
| H                     | 1908        | 4 Reihe  | 20 bhp (14,7 kW)     | 2540 mm      |
| 6-30                  | 1908–1909   | 6 Reihe  | 30 bhp (22 kW)       | 2642 mm      |
| 4-40                  | 1908–1910   | 4 Reihe  | 40 bhp (29 kW)       | 2743–2845 mm |
| I                     | 1908        | 4 Reihe  | 40 bhp (29 kW)       | 2997 mm      |
| J                     | 1908        | 4 Reihe  | 40 bhp (29 kW)       | 2997 mm      |
| L                     | 1909        | 4 Reihe  | 20 bhp (14,7 kW)     | 2591 mm      |
| K                     | 1909–1911   | 4 Reihe  | 30–35 bhp (22–26 kW) | 2718–2921 mm |
| M                     | 1909        | 4 Reihe  | 40–50 bhp (29–37 kW) | 3048–3226 mm |
| O                     | 1910–1911   | 4 Reihe  | 30 bhp (22 kW)       | 2743–2794 mm |
| 4-30                  | 1912        | 4 Reihe  | 30 bhp (22 kW)       | 2997 mm      |
| 4-40                  | 1912        | 4 Reihe  | 40 bhp (29 kW)       | 3099 mm      |
| 4-50                  | 1912–1913   | 4 Reihe  | 50 bhp (37 kW)       | 3226 mm      |
| 6-60                  | 1912        | 6 Reihe  | 60 bhp (44 kW)       | 3505 mm      |
| 4-36                  | 1913–1914   | 4 Reihe  | 36 bhp (26,5 kW)     | 2997 mm      |
| 4-44                  | 1913–1914   | 4 Reihe  | 44 bhp (32 kW)       | 3099 mm      |
| 6-66                  | 1913–1914   | 6 Reihe  | 66 bhp (48,5 kW)     | 3505 mm      |
| 6-46                  | 1914        | 6 Reihe  | 46 bhp (34 kW)       | 3302 mm      |
| Junior                | 1915–1916   | 4 Reihe  | 22,5 bhp (16,5 kW)   | 2794–2896 mm |
| 6-48                  | 1915–1916   | 6 Reihe  | 48 bhp (35 kW)       | 3404 mm      |
| 424-32                | 1917        | 4 Reihe  | 22,5 bhp (16,5 kW)   | 2896 mm      |